# Corée du Nord aux Jeux paralympiques d'hiver de 2018
La Corée du Nord participe aux Jeux paralympiques d'hiver de 2018 à Pyeongchang en Corée du Sud. C'est la troisième participation de ce pays aux Jeux paralympiques, et sa première aux Jeux d'hiver.

## Contexte de la participation nord-coréenne

### Tenue des Jeux en Corée du Sud
La Corée du Nord demeure officiellement en guerre contre la Corée du Sud, la guerre de Corée s'étant terminée en 1953 par un armistice et non par un traité de paix. Les deux Corées revendiquent chacune le territoire de l'autre, et ne se reconnaissent pas mutuellement comme des États souverains légitimes. La Corée du Nord avait néanmoins demandé le droit de co-organiser les Jeux olympiques d'été de 1988, confiés à Séoul. Face au refus exprimé par le Comité international olympique, le Nord avait boycotté les Jeux, et orchestré l'attentat détruisant le vol 858 de la Korean Air, tuant cent-quinze personnes. Aux Jeux olympiques d'été de 2000 et de 2004 et aux Jeux d'hiver de 2006, toutefois, les délégations des deux Corées avaient défilé ensemble sous le drapeau de l'unification coréenne lors de la cérémonie d'ouverture, en signe de réconciliation,.
La question de la participation de la Corée du Nord aux Jeux de 2018 est compliquée par les menaces militaires réciproques proférées en août et en septembre 2017 par les gouvernements de Corée du Nord (sous la direction du dictateur Kim Jong-un) et des États-Unis (sous le président Donald Trump), avec notamment la conduite d'un essai nucléaire par la Corée du Nord le 3 septembre, et le tir de missiles nord-coréens au-dessus du territoire du Japon. Le 17 janvier, à la suite de discussions entre les deux États à Panmunjeom, il est confirmé que la Corée du Nord prendra part aux Jeux olympiques et paralympiques à Pyeongchang. Le 8 mars, il est indiqué que les deux délégations coréennes défileront séparément lors de la cérémonie d'ouverture le lendemain, au lieu de défiler ensemble sous le drapeau de l'unification coréenne comme elles l'avaient fait pour les Jeux olympiques le mois précédent.

### La Corée du Nord aux Jeux paralympiques
Alors que la Corée du Sud participe aux Jeux paralympiques depuis 1968, le Nord a longtemps ignoré les Jeux. Au début du vingt-et-unième siècle, des rapports indiquent que les personnes handicapées en Corée du Nord (à l'exception des vétérans des forces armées) sont confinées à des camps et « sujets à des traitements durs et dégradants ». Vitit Muntarbhorn, rapporteur des Nations unies sur les droits de l'homme en Corée du Nord, indique en 2006 que les Nord Coréens handicapés sont exclus de la capitale, Pyongyang, 'vitrine' du pays pour les étrangers, et rassemblés dans des camps où ils sont classés selon leur handicap. En 2008, les Nations unies rapportent que le gouvernement « commence à prendre en compte le bien-être des handicapés ». D'un point de vue historique, les autorités des pays du Bloc de l'Est pendant la Guerre froide niaient parfois l'existence même de personnes handicapées dans leurs pays ; « les personnes ayant un handicap physique ou mental [étaient] stigmatisées, cachées au grand public, et ainsi rendues en apparence invisibles ». L'Union soviétique ne participa pas aux Jeux paralympiques avant 1988 ; la république populaire de Chine et l'Allemagne de l'Est avant 1984.
La Corée du Nord devient membre du Comité international paralympique à titre prévisionnel en mars 2012, permettant au pays de prendre part aux Jeux d'été à Londres cette année là. La délégation nord-coréenne est alors composée d'un seul athlète, Rim Ju-song, qui prend part aux épreuves de natation masculines en nage libre. Aux Jeux d'été de 2016, le pays est représenté par un coureur aveugle à l'épreuve du 1 500 mètres, et par une athlète en lancer de disque.

## Athlètes et résultats
La Corée du Nord est représentée par deux athlètes en ski de fond, aux épreuves assises (en monoski). En janvier 2018, le pays présente deux athlètes à la Coupe du monde de ski de fond handisport, qui se déroule en Allemagne, afin que ceux-ci soient répertoriés par le CIP. L'un est Ma You-chul, né à Pyongyang, âgé de 27 ans, étudiant en éducation physique, ancien joueur de tennis de table et médaillé d'argent dans cette discipline aux Jeux handisport de la Jeunesse d'Asie en 2013. Il a perdu un pied dans un accident de voiture à l'âge de cinq ans. L'autre est Kim Jung-hyun, âgé de 19 ans, également étudiant et ancien joueur de tennis de table,. Le 2 février, le Comité international paralympique (CIP) confirme que Ma You-chul et Kim Jung-hyun sont invités à prendre part aux Jeux.
Le porte-drapeau de la Corée du Nord est Kim Jung-hyun.